# Lac Long (massif de la Vanoise)
Pour les articles homonymes, voir Lac Long.
Le lac Long est un lac de France situé dans les Alpes, dans le département de la Savoie. 
Il se trouve dans la vallée de la Tarentaise, à l'est-nord-est de Pralognan-la-Vanoise, dans le parc national de la Vanoise. Il occupe une petite dépression endoréique partiellement barrée par la moraine latérale en rive gauche du glacier de la Grande Casse au nord, à 2 468 mètres d'altitude, sous les pointes de la Grande (3 392 m) et de la Petite Glière (3 322 m) au nord, la Grande Casse (3 855 m) à l'est-nord-est et l'aiguille de la Vanoise (2 797 m) à l'ouest. En aval à l'ouest s'écoule la Glière, affluent du Rhône via le Doron de Pralognan, le Doron de Bozel et l'Isère.
Le refuge du Col de la Vanoise se trouve au col de la Vanoise à quelques dizaines de mètres au sud du lac, points de passage du GR55 et du Tour des Glaciers de la Vanoise. Avec les lacs des Vaches, des Assiettes, Rond et du Col de la Vanoise, le lac Long est l'un des lacs à chapelet qui s'égrènent autour du col de la Vanoise.

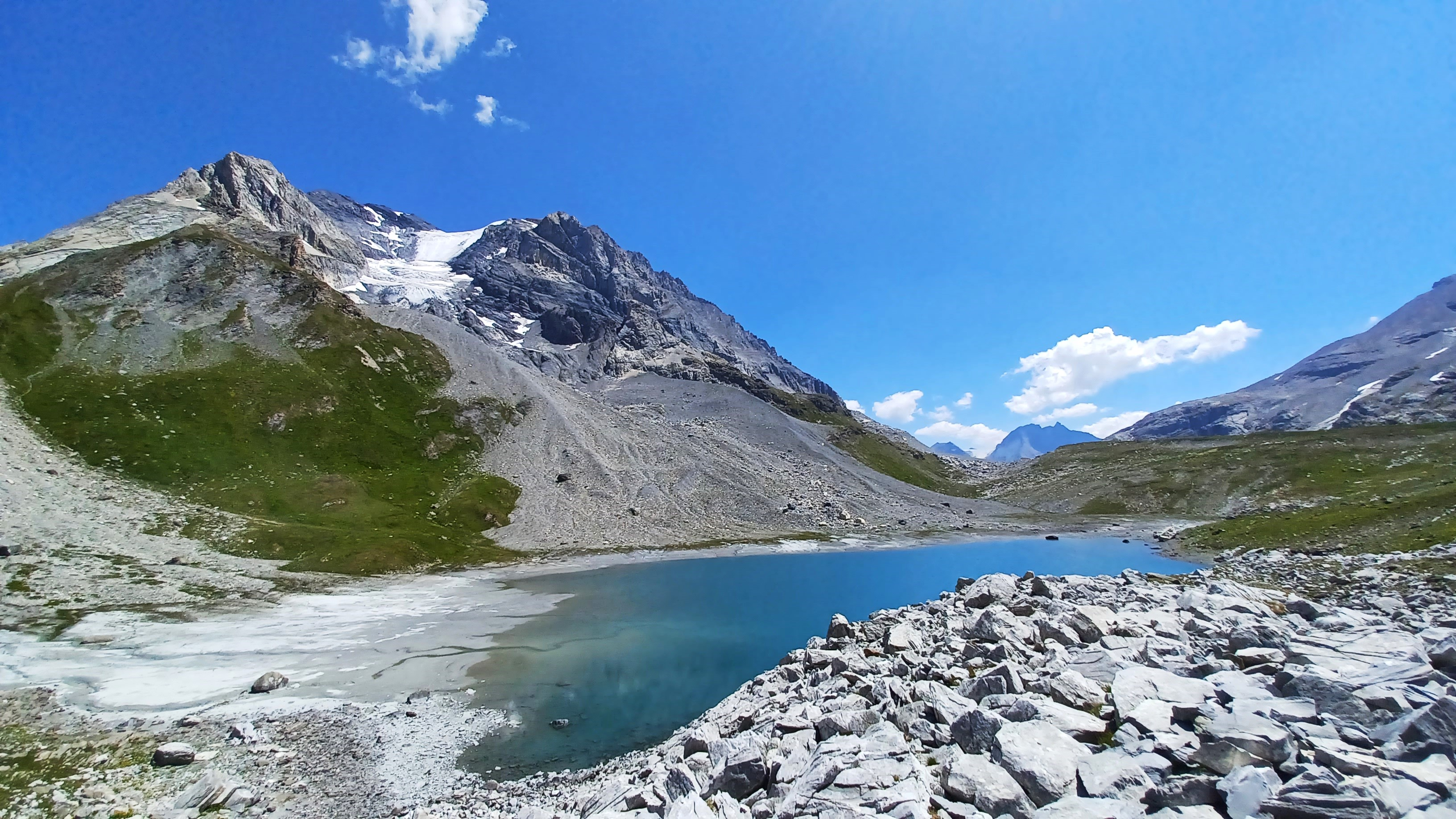
Vue depuis le nord-ouest du lac Long dominé par la Grande Casse en juillet 2022.

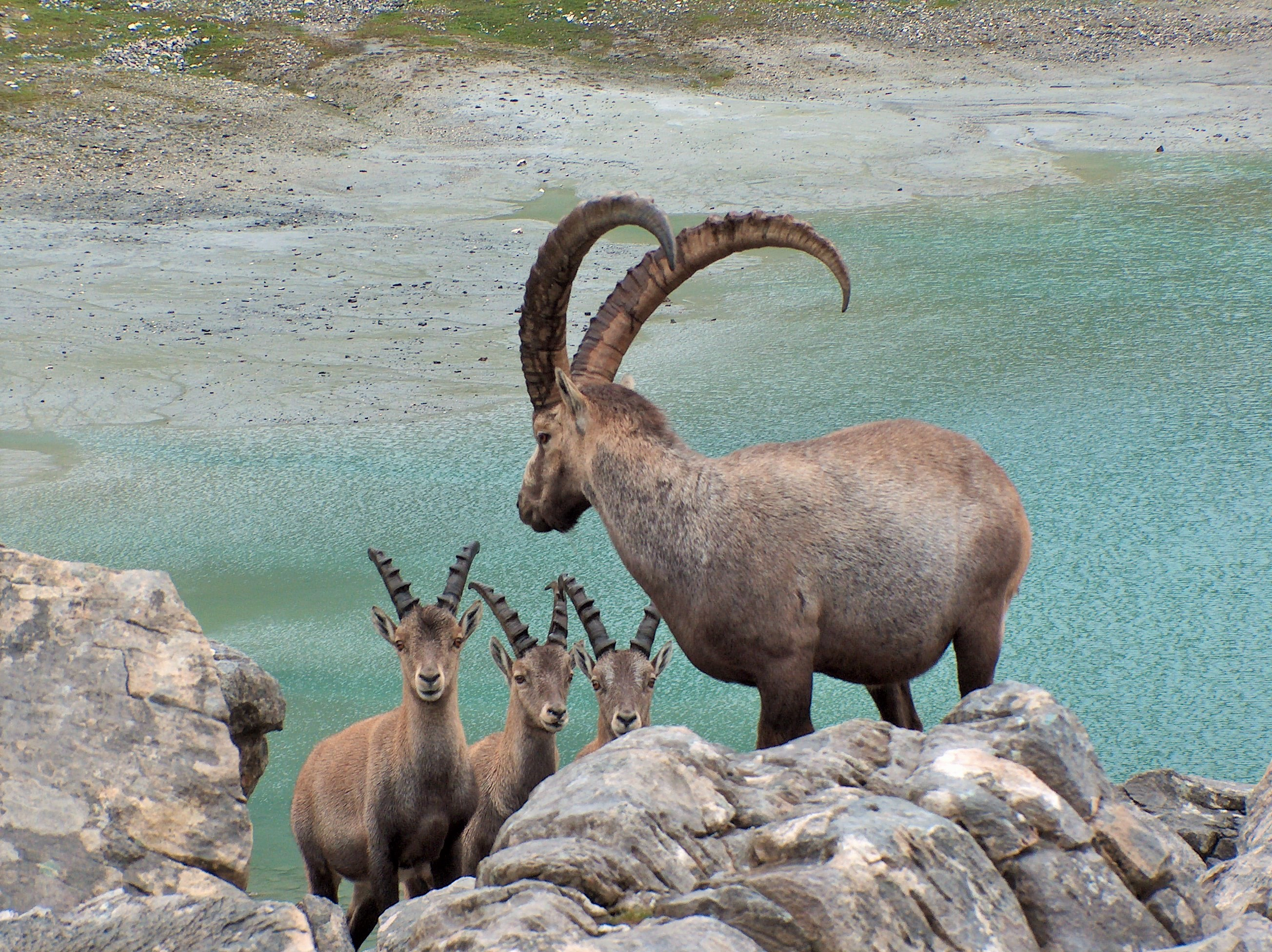
Bouquetins au lac Long en juillet 2007.